# Хун Мане
Хун Мане (20. октобра 1977) је камбоџански политичар и војни официр, 33. и актуелни премијер Камбоџе од 2023. године. Такође је потпредседник владајуће Камбоџанске народне партије.
Мане је одрастао и стекао опште образовање у Пном Пену, а касније се придружио оружаним снагама 1995. године. Исте године је уписао Војну академију Сједињених Држава у Вест Поинту. Након што је добио диплому 1999. године, Мане је постао први Камбоџанац који је дипломирао на академији.
Пре политичког именовања, служио је у Краљевским камбоџанским оружаним снагама као заменик врховног команданта и командант Краљевске камбоџанске војске. По именовању за премијера, додељена му је највиша цивилна почасна титула.
Након општих избора у Камбоџи 2023. године, његов отац Хун Сен је 26. јула објавио оставку на место премијера, чиме је Мане званично постао мандатар за премијера. Након номинације краља Нородома Сихамонија, Народна скупштина је једногласно одобрила њега и његов кабинет, а званично су положили заклетву 22. августа 2023. године.